# Cutry (Aisne)
Cutry é uma comuna francesa na região administrativa de Altos da França, no departamento de Aisne. Estende-se por uma área de 4,79 km². Em 2010 a comuna tinha 135 habitantes (densidade: 28,2 hab./km²).